# Loft

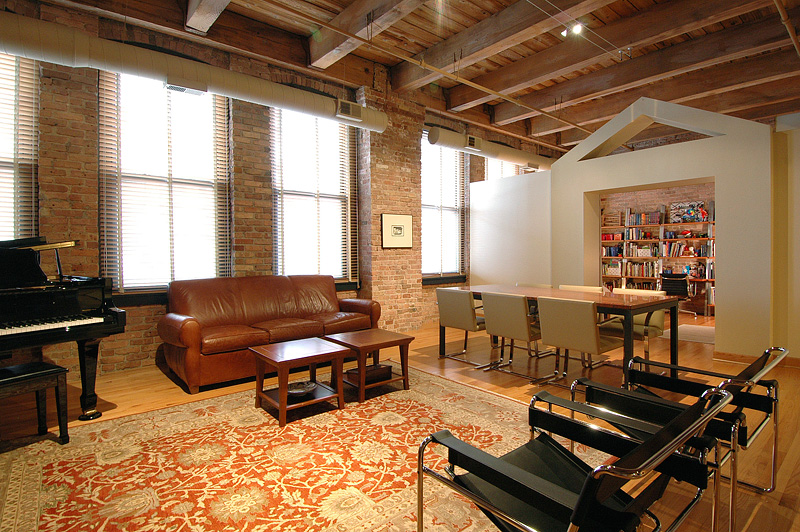
Loft en Chicago (Estados Unidos).

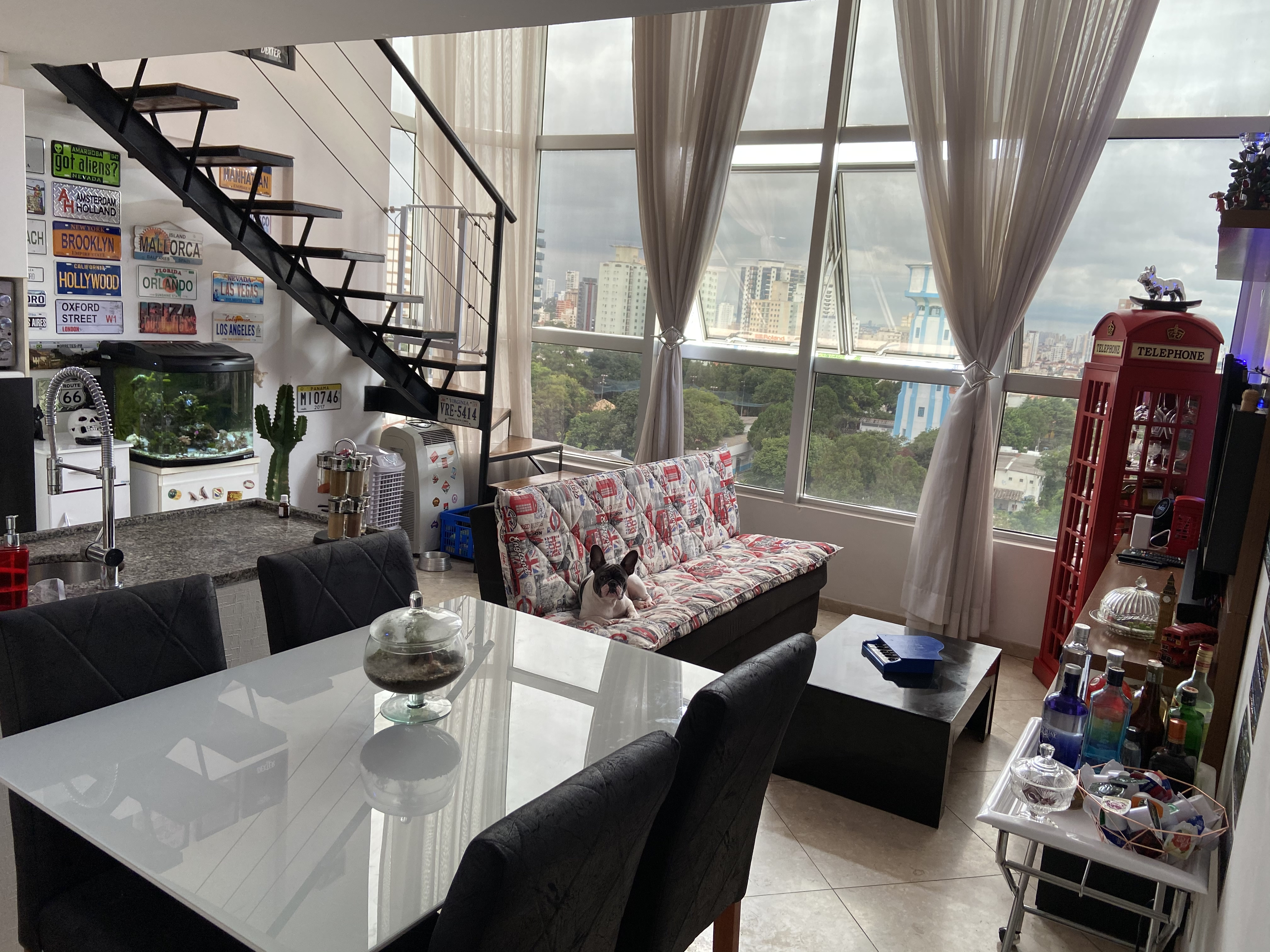
Sao Paulo, brasil.

Un loft, desván o galería  es un gran espacio con pocas divisiones, grandes ventanas y muy luminoso.

## Orígenes
El origen del “loft” se encuentra en la ciudad de Nueva York en el año 1950, principalmente en tres de sus barrios: Tribeca, Soho y el Barrio Oeste. Estas zonas fueron las grandes protagonistas de una industria floreciente y más tarde olvidada.

## Contexto
La necesidad de grandes espacios y las rentas elevadas de pisos y apartamentos hizo que las fábricas y almacenes en desuso cobraran un gran protagonismo para ciertos sectores de la población. En un principio los utilizaron estudiantes y artistas de una forma más o menos clandestina; con el tiempo fueron rehabilitados y adaptados a restaurantes, tiendas, estudios de pintura o fotográficos y galerías de arte. Rápidamente su uso se trasladó al ámbito doméstico, convirtiéndose en viviendas de lujo, espaciosas y confortables que invitan a la calma. En la actualidad, las viviendas tipo loft se han convertido en todo un fenómeno social que se traduce en una forma de vida vanguardista y de alto nivel.

## Características

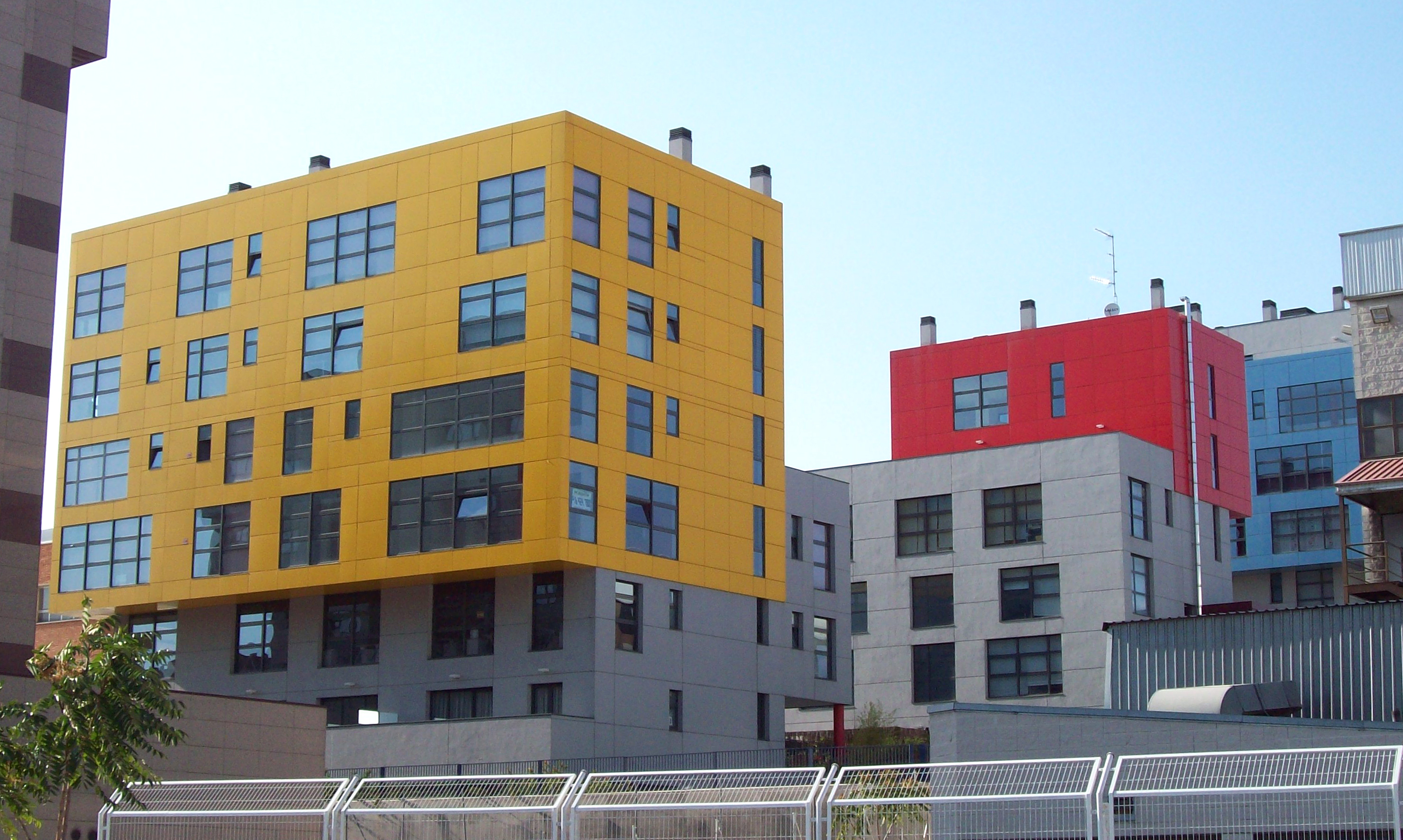
Edificios de lofts en Madrid (España), construidos en 2008.

Cuando no se dispone de metros cuadrados suficientes para crear una estética loft, deben conectarse visualmente las zonas y se ha de atender a las siguientes premisas:
- Que sea de estilo minimalista, donde los acabados son dados principalmente por los materiales de la misma construcción en estado aparente, consideradas de tipo económico.
- Que sea una vivienda abierta y sin muros.
- Que haya una funcionalidad en el mobiliario en todos los aspectos pero sin renunciar al confort.
- Que haya una altura considerable en los techos o, de no haberla, que se creen sensaciones de altura a través de la decoración y los acabados.
- Que haya una ausencia de puertas, utilizando preferentemente puertas correderas en caso de ser necesario. La división de espacios se consigue por cambios de nivel, texturas y colores.
- El sistema constructivo predominante son los marcos rígidos, constituidos por trabes y columnas de hormigón y/o acero, cuya función sea cubrir grandes claros con uso de poco material y la sustitución de tabiques por otros elementos divisorios como muebles (sillones, libreros), plantas, paneles, láminas metálicas o de madera, vitroblock o cristal, etc.
- Que los espacios estén inundados por luz natural: ventanas, vanos amplios, espejos.
- Luminosidad en los materiales utilizados.
- Sensación espacial: continuidad espacial visual conseguida mediante el pavimento, esquemas de color, etc.
- Que los materiales usados le confieran un cierto aspecto industrial.
- El programa arquitectónico de estos espacios es principalmente de: sala-comedor, cocineta, área de lavado, recámara y/o alcoba-estudio, y de acuerdo al sector cultural al que sea enfocado el diseño, se pueden implementar otros espacios: jardín interior, taller, área de meditación...

## Nuevas tendencias
No solo se pueden encontrar lofts adaptados como lujosos y amplios apartamentos, sino que también son la solución perfecta para artistas o estudiantes que requieren un espacio amplio para diseñar, crear y montar todas sus obras. Es por esto que muchos de los lofts existentes a lo largo del mundo están siendo utilizados como modernas galerías de arte: espacios de trabajo y vivienda. 
El concepto de que la ubicación de los lofts se dirige a zonas industriales deprimidas, lugares peligrosos donde vivir, debido a la antigüedad de los espacios, los desperfectos eléctricos y de la construcción son múltiples, dejando a sus moradores expuestos a muchos peligros, ha hecho que el rubro inmobiliario esté desarrollando un nuevo mercado, construyendo edificios diseñados especialmente para ser utilizados como lofts. 
Estas nuevas tendencias aluden al mismo estilo arquitectónico de luminosidad, sin divisiones, pero respondiendo a la vanguardia, moda y lo último en lujo y estilo, dirigidos a un público que cuenta con recursos económicos sostenibles y que está al tanto de las nuevas tendencias, tanto tecnológicas como de la moda, siendo sus viviendas un claro reflejo de aquello.